# Volkshochschule Ottakring

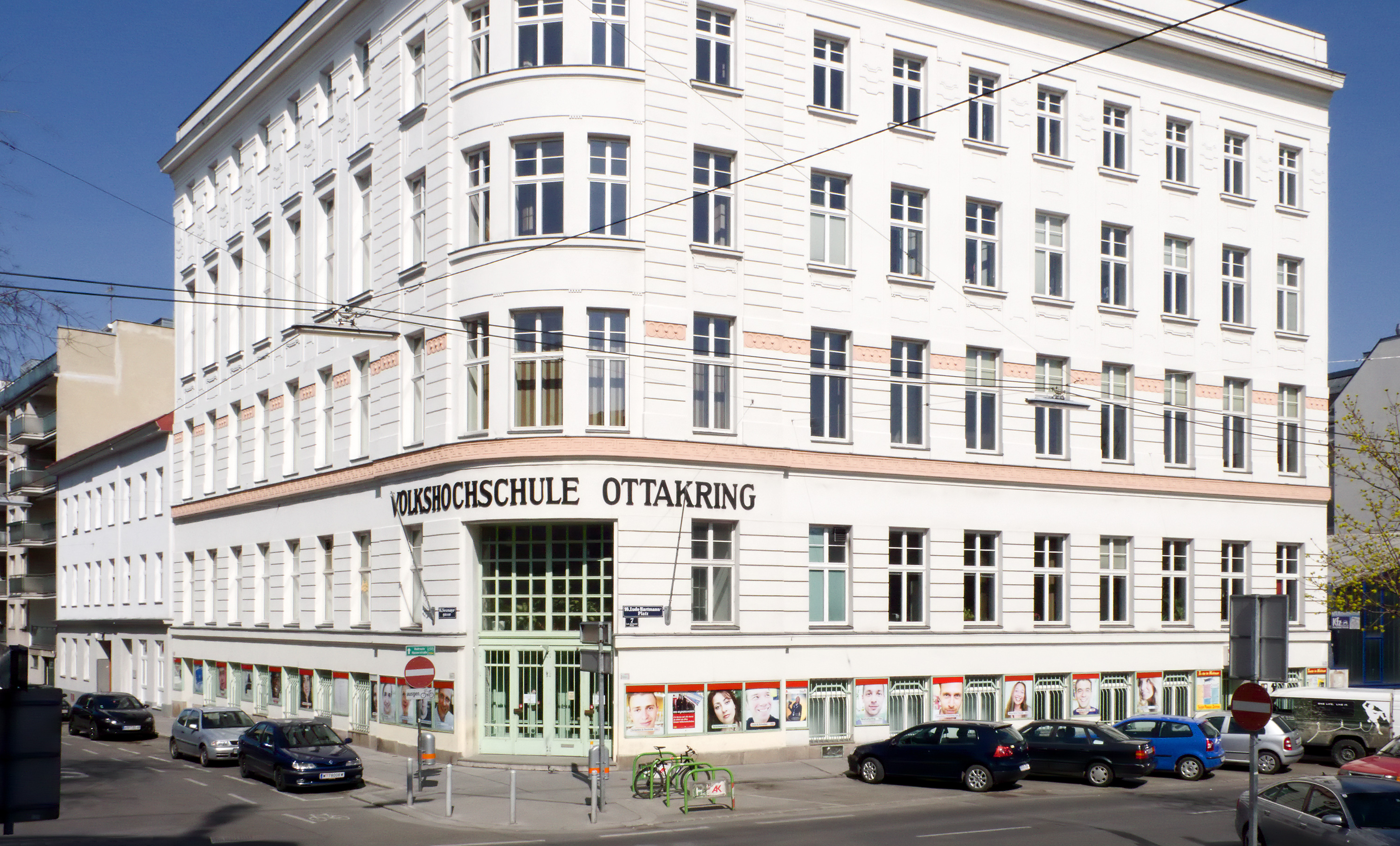
Die Volkshochschule Ottakring

Die Volkshochschule Ottakring, gegründet als Volksheim Ottakring, ist eine zu Anfang des 20. Jahrhunderts von Ludo Moritz Hartmann und Emil Reich gegründete Einrichtung der Erwachsenenbildung in Wien-Ottakring, die vor allem in der Zwischenkriegszeit von großer kultureller und politischer Bedeutung war. Die Volkshochschule ist Mitglied der Volkshochschulen in Österreich.

## Geschichte

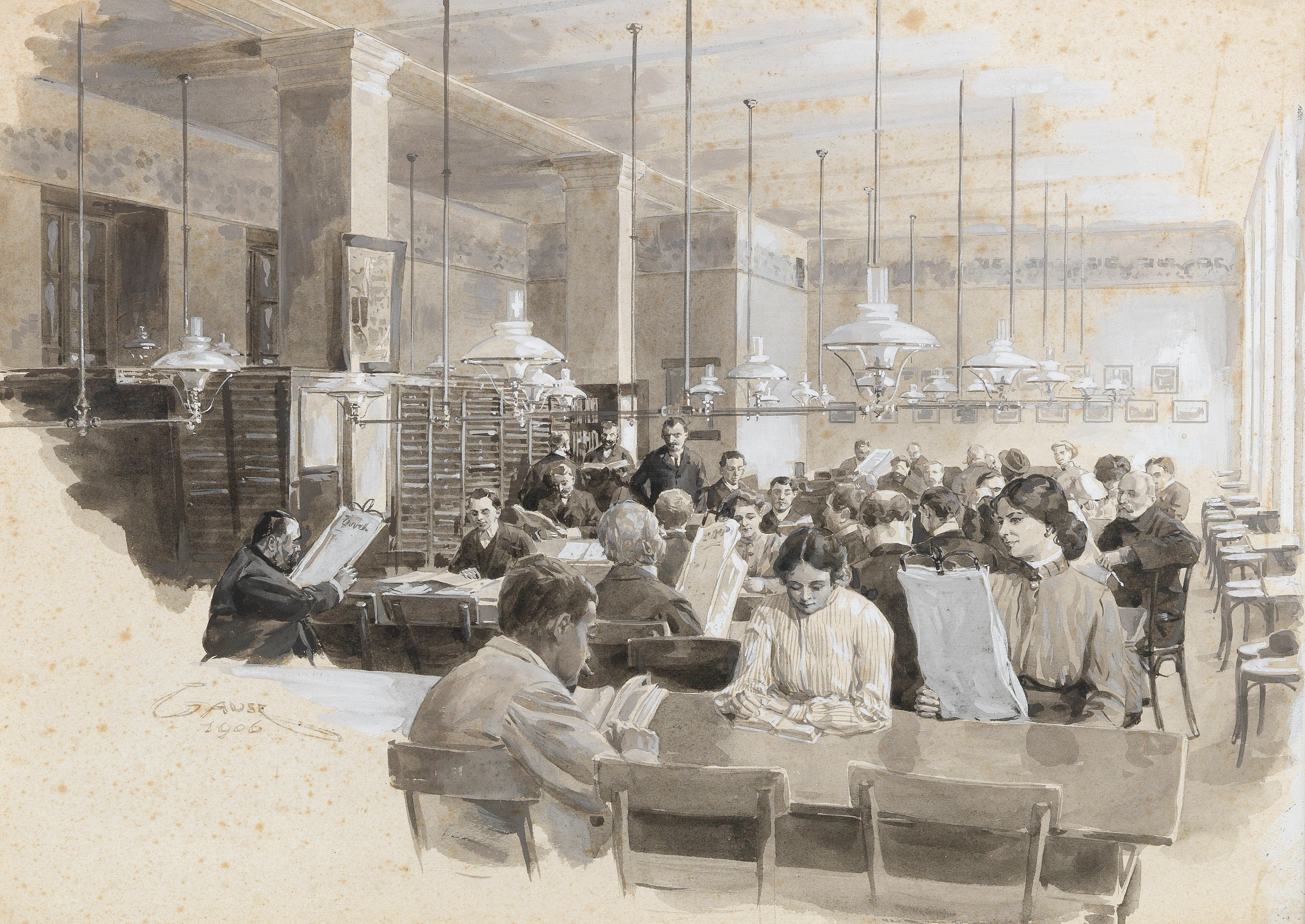
In einem Lesesaal (des Volksheims Ottakring) von Wilhelm Gause, 1906

Das Volksheim Ottakring wurde 1901 gegründet. Im selben Jahr trat Hartmann der Sozialdemokratischen Arbeiterpartei (SDAP) bei. 1905 wurde im Volksheim die erste Abend-Volkshochschule Europas errichtet. Das Haus verfügte über profilierte Vortragende wie Alfred Adler, eine eigene Fachbibliothek, ein chemisches Labor mit Fritz Feigl, ein physikalisches, und ein experimentalpsychologisches Laboratorium. Bekannte Schriftsteller wie Alfons Petzold oder Fritz Hochwälder erhielten ihre kulturelle Prägung als Autodidakten im Volksheim Ottakring. Die Vorlesungen von Alfred Adler wurden 1927 unter dem Titel Menschenkenntnis veröffentlicht.
Auch nach Errichtung der klerikalkonservativen Diktatur 1934–1938 verblieb das Volksheim Ottakring trotz gewisser Säuberungen zunächst noch unter relativ liberaler Führung und blieb dank Viktor Matejka einer der letzten Kristallisationspunkte oppositioneller Intellektueller. Dem trat allerdings damals der katholische Philosoph Leo Gabriel massiv entgegen. Nach dem Einmarsch der Wehrmacht im Jahr 1938 und dem Anschluss Österreichs an das Deutsche Reich wurde der „Verein Volksheim“ aufgelöst. Seine Räumlichkeiten wurden von der nationalsozialistischen Organisation Kraft durch Freude übernommen.
Nach dem Ende des Zweiten Weltkriegs konnte bereits im April 1945 wieder ein Volkshochschulbetrieb aufgenommen werden. Das Gebäude hatte das Bombardement Wiens als einziges der großen Volksbildungshäuser unbeschädigt überstanden. Die Ausstattung der Laboratorien war jedoch verloren gegangen. Viele der Lehrkräfte waren vertrieben worden oder ums Leben gekommen. Die Tradition der wissenschaftlichen Bildung konnte jedoch noch einige Jahre weiter geführt werden.
Auch heute noch ist das historische Haus am Ludo-Hartmann-Platz einer der größten und bedeutendsten Standorte der Wiener Volkshochschulen, mit besonderen Schwerpunkten im Bereich der Bildungsarbeit mit Migranten und der Bildungsarbeit mit Jugendlichen, sowie umfassenden Angeboten in den Bereichen Sprachen und Bildungsabschlüsse („Zweiter Bildungsweg“).

## Leitung
- 1909–1913 August Ginzberger
- 1914–1938 Richard Czwiklitzer
- 1945–1946 August Weiszmann
- 1946–1947 Otto Wolf
- 1947–1952 Wilhelm Bründl
- 1952–1970 Hans Fellinger
- 1970–1973 Horst Isak
- 1973–1988 Peter Schütz
- 1988–1989 Karl Hochwarter
- 1990–2011 Michaela Judy
- 2011–2017 Ilkim Erdost
- seit 2017 Thomas Laimer